# Климашин, Николай Васильевич
Николай Васильевич Климашин (род. 3 декабря 1952) — сотрудник органов государственной безопасности, руководитель Научно-технической службы ФСБ России в 2004—2010 годах, генерал армии (2009), действительный государственный советник РФ 2 класса (2013).

## Биография
Родился 3 декабря 1952 г.
Служил начальником УФСБ России по Новгородской области. В 1999 году назначен заместителем директора ФСБ России, присвоено звание генерал-полковника.
В марте 2003 г. назначен 1-м заместителем директора ФСБ России и временно исполняющим обязанности генерального директора Федерального агентства правительственной связи и информации при Президенте Российской Федерации (ФАПСИ), которое находилось в стадии ликвидации (в основном завершилась к лету того же года).
В июле 2004 — октябре 2010 гг. — руководитель научно-технической службы ФСБ России (с полномочиями 1-го заместителя директора ФСБ России).
В феврале 2010 г. награждён почётной грамотой Совета Федерации Федерального Собрания Российской Федерации, благодаря чему стало известно о присвоении ему воинского звания генерала армии.
С 29 октября 2010 года — помощник секретаря Совета безопасности Российской Федерации.
С 3 июня 2011 по 3 декабря 2013 года — заместитель секретаря Совета безопасности Российской Федерации.
Возглавлял межведомственную комиссию Совета Безопасности Российской Федерации по информационной безопасности.
Входил в состав нескольких правительственных комиссий и советов:
- Государственная комиссия по химическому разоружению
- Совет по присуждению премий Правительства Российской Федерации в области науки и техники (2001—2004)
- Комиссия Правительства Российской Федерации по военно-промышленным вопросам (2004—2006)
- Правительственный совет по нанотехнологиям (с 2007).

Является советником председателя совета директоров Публичного акционерного общества «Акционерная финансовая корпорация „Система“».